# Eugénie Brazier
Eugénie Brazier (La Tranclière, Ain, 12 de juny de 1895 - Sainte-Foy-lès-Lyon, 2 de març de 1977), anomenada la mare Brazier, va ser una cuinera francesa.
Va formar part de la primera promoció de xefs en obtenir 3 estrelles de la Guia Michelin el 1933, en els seus restaurants de Lió i de Col de la Luère, a Pollionnay, de 1933 a 1968.
L'obtenció d'aquestes estrelles la converteix en una de les primeres dones juntament amb Marie Bourgeois, Marguerite Bise el 1951 i Anne-Sophie Pic el 2007 a ser reconegudes en la Guia Michelin.
Eugénie Brazier va ser la primera dona a obtenir tres estrelles Michelin.
En morir va ser inhumada amb el seu fill Gaston (que havia mort tres anys abans, el 1974), en el cementiri Mes Rillier, a Miribel, en el departament d'Ain.

## Biografia
Eugénie Brazier era una dona d'origen popular, nascuda el 12 de juny de 1895 en La Tranclière, a sis quilòmetres al sud de Bourg-en-Bresse, en una família de camperols, oriünds de Dompierre-sur-Veyle. Eugénie té 10 anys quan la seva mare mor, a partir d'aquest moment, es dedica a cuidar el bestiar en les granges de la regió. És allà on adquireix les bases de la cuina de Bresse.
Als 19 anys neix el seu primer fill anomenat Gaston. El pare del nen no se'n fa càrrec. Eugénie decideix deixar-lo a cura d'una dida i anar cap a Lió.

## Aprenentatge
A finals del segle xix i principis del segle xx, molts restaurants de Lió estaven dirigits per dones, i eren anomenades les mares.
Empleada en una família burgesa, (a la casa dels Milliat, fabricadors de pastes i clients de mère Fillioux), feia de dida al principi i després com a encarregada de la cuina quan la cuinera es posa malalta.
El 1915, amb 20 anys, va desenvolupar una vocació sòlida per la cuina, la qual cosa la porta a ser cuinera, després de la Primera Guerra Mundial en el restaurant de mère Fillioux (73, rue Duquesne, a Lió) on desenvolupa el seu aprenentatge.

## Restaurant Mère Brazier a Lió
El 19 d'abril de 1921, Eugénie decideix obrir el seu propi restaurant, amb 12.000 francs de capital.
La seva cuina destaca les especialitats gastronòmiques de la regió i se situava en el número 12 del Carrer Reial en el 1er districte de Lió prop del moll del Roine.
Els seus inicis són difícils, però gràcies al boca orella i als elogis del gran crític gastronòmic Curnonsky i al Club des Cent el seu restaurant es fa popular.

## Tres estrelles de la Guia Michelin i emblema de Lió
El 1933, Eugénie Brazier forma part de la promoció de Xefs que van obtenir tres estrelles de la Guia Michelin, igual que Fernand Point i Marie Bourgeois.
A més de ser premiada, amb tres estrelles, pels seus dos restaurants de Lió i de Col de la Luère, fita que aconseguiran més tard Alain Ducasse, Marc Veyrat, el xef estatunidenc Thomas Keller i Joël Robuchon el 1997, 2001, 2006, 2012 i Yannick Alléno el 2007 i 2017.
Aconsegueix convertir-se ràpidament en l'emblema de Lió i de la cuina internacional. Édouard Herriot, alcalde de Lió, es refereix a Eugénie dient: "Ella fa molt més del que jo faig per la reputació de la ciutat".
El 1943, a causa de discussions amb el seu fill Gaston Brazier, decideix anar a col de la Luère mentre que Gaston dirigirà el restaurant de Lió.
El 1946, Paul Bocuse, amb llavors 20 anys, torna a Lió després de combatre en la Segona Guerra Mundial, contínua el seu aprenentatge en el restaurant d'Eugénie Brazier a Col de la Luère à Pollionnay.

## Mort i herència
El 1968, amb 72 anys, Eugénie decideix retirar-se i llegar al seu fill Gaston els seus restaurants. Mor el 1977 a l'edat de 81 anys.
El 1971, Jacotte Brazier, filla de Gaston Brazier i neta d'Eugénie, s'incorpora al restaurant de la rue Royale, portant la direcció de l'establiment; el 1974 mor el seu pare i és ella qui manté viu el llegat familiar durant més de tres dècades.
El 2003, com a part de la celebració dels 80 anys del restaurant d'Eugénie Brazier, el carrer més proper al seu restaurant va ser batejat com a rue Eugénie-Brazier, per l'alcalde de Lió en el primer districte de la ciutat, on es troba la seu de l'Alcaldia.